# روبر انریکو
روبر انریکو (فرانسوی: Robert Enrico‎؛ ‏ ۱۳ آوریل ۱۹۳۱ – ۲۳ فوریهٔ ۲۰۰۱) بازیگر، فیلم‌نامه‌نویس و کارگردان فیلم اهل فرانسه بود.
از فیلم‌های او می‌توان به راز و ماجراجویان اشاره کرد.